# Красный Крым (Ростовская область)
Кра́сный Крым — хутор в Мясниковском районе Ростовской области.
Административный центр Краснокрымского сельского поселения.

## География
Хутор расположен на реке Сухой Чалтырь.

## Население
| 2010 |
| ---- |
| 1063 |

## Улицы
| - пер. Автогаражный, - ул. Братьев Баян, - ул. Звёздная, - ул. Зелёная, - ул. Еловая - ул. Оливковая | - ул. Демидовская, - ул. Кирова, - ул. Красивая, - ул. Молодёжная, - ул. Изумрудная | - ул. Молодёжная 2-я, - ул. Небесная, - ул. Пшеничная, - ул. Туманяна, | - ул. Урожайная, - ул. Шаумяна, - пер. Школьный, - ул. Юбилейная. |